# Oxypilus basilewskyi
Oxypilus basilewskyi är en bönsyrseart som beskrevs av Roger Roy 1966. Oxypilus basilewskyi ingår i släktet Oxypilus och familjen Hymenopodidae. Inga underarter finns listade i Catalogue of Life.